# Estela (Póvoa de Varzim)
Estela es una freguesia portuguesa del municipio de Póvoa de Varzim, con 11,73 km² de área y 2596 habitantes (2001). Densidad: 221,3 h/km².
El nombre de Sancta Maria de Stela aparece por primera vez en 1220.

## Geografía
Estela se sitúa a 7 km al norte del centro de la ciudad de Póvoa de Varzim. Al norte limita con el municipio de Esposende, al este con la freguesia de Laúndos, al sur con las freguesias de Aguçadoura, Navais y Aver-o-Mar, Amorim e Terroso, y al oeste la baña el Océano Atlántico.
- Latitud: 41° 27' N
- Longitud: 8° 45' O

Estela es una de las zonas más dinámicas a nivel turístico del municipio de Póvoa de Varzim. Aquí se sitúan el campo de golf, el cámping y varios hoteles.

## Heráldica
En el blasón de Estela están representados valores locales sobre fondo azul, tales como el mar en ondas blancas y azules. Inmediatamente por encima de las ondas y en el centro del escudo, un campo de masseiras, rodeado por dos pinos en cada canto, y en el centro de la masseira la imagen de Nuestra Señora de la O, patrona de la freguesia. El escudo está encabezado por una corona mural compuesta por tres torres de plata, en señal de su estatuto de población.
El listón es blanco con la palabra "Estela" en color plateado.